# Hadibu
Hadibu (arabisch حديبو, DMG Ḥadībū; auch Tamrida oder Hudaybu) ist der Hauptort der zum Jemen gehörenden Inselgruppe Sokotra im Indischen Ozean. Die Stadt befindet sich an der Nordküste der Hauptinsel Sokotra, zu Füßen des Berges Dschabal al-Dschahir und hat knapp über 10.000 Einwohner. Zu Zeiten der Mahri-Sultane war Hadibu unter dem Namen Tamrida eine der Hauptstädte deren Reiches Qischn und Sokotra.
12 km westlich von Hadibu, an der Küste bei der Stadt Qadub, befindet sich seit 1999 der Flughafen Sokotra (IATA-Code SCT, ICAO-Code OYSQ), mit einer Rollbahn von 3000 Metern. Weiterhin verfügt die Stadt über einen kleinen Hafen, den wichtigsten von Sokotra.

## Geschichte
Im Jahr 2008 wurden in der Nähe von Hadibu Steinwerkzeuge entdeckt, die von frühen Homo erectus verwendet wurden. Diese Funde deuten auf eine mögliche Besiedlung vor über einer Million Jahren hin. Obwohl Navigation und Handel mit den Inseln seit Jahrhunderten bestanden, landeten die Inder im 4. Jahrhundert v. Chr. auf den Inseln, bevor sie vom Königreich Makedonien erobert wurden. Im 1. Jahrhundert n. Chr. lebten Araber, Inder und Griechen auf der Insel, die unter der Herrschaft des Königs von Hadramaut stand. Im Jahr 52 n. Chr. kam Apostel Thomas auf die Insel und bekehrte deren Bewohner zum Christentum. In den späteren Jahren verlor die Insel an kommerzieller Bedeutung und wurde zu einer Basis für Piraten.
Im 15. Jahrhundert kam die Insel unter die Herrschaft von Shihr. Im Jahr 1507 n. Chr. tötete die portugiesische Flotte unter dem Kommando von Tristão da Cunha und Afonso de Albuquerque den lokalen Mahri-Herrscher und errichtete eine Garnison. 1511 zogen sich die Portugiesen aus Sokotra zurück, und im April 1608 traf die Britische Ostindien-Kompanie in Hadibu ein. Die Briten nutzten die Insel in den folgenden Jahrhunderten als Stützpunkt, unter anderem zur Eroberung von Aden im Jahr 1839. Im Jahr 1876 wurde ein Vertrag zwischen Großbritannien und dem lokalen Sultan unterzeichnet. Während des Zweiten Weltkriegs nutzten die Alliierten die Insel als Basis. 1967 wurde sie Teil der unabhängigen Demokratischen Volksrepublik Jemen, bevor sie in den 1990er Jahren zur Jemenitischen Republik gehörte.